# Malediven op de Olympische Zomerspelen 2016
De Maldiven namen deel aan de Olympische Zomerspelen 2016 in Rio de Janeiro, Brazilië. Twee Maldivische sporters kwamen uit in het zwemtoernooi, twee in het atletiektoernooi. Zwemster Aminath Shajan droeg de Maldivische vlag tijdens de openingsceremonie.

## Deelnemers en resultaten
(m) = mannen, (v) = vrouwen 

### Atletiek
| Olympiër      | Discipline | Resultaat | Prestatie                                               |
| ------------- | ---------- | --------- | ------------------------------------------------------- |
| Hassan Saaid  | 100m (m)   | 60e       | voorronde serie 2: 1ste in 10,43 serie 5: 8ste in 10,47 |
|               |            |           |                                                         |
| Afa Ismail VS | 200m (v)   | 65e       | serie 1: 8ste in 24,96 (NR)                             |

### Zwemmen
| Olympiër          | Discipline          | Resultaat | Prestatie                |
| ----------------- | ------------------- | --------- | ------------------------ |
| Ibrahim Nishwan   | 50m vrije slag (m)  | 71e       | serie 3: 3de in 26,72    |
|                   |                     |           |                          |
| Aminath Shajan VO | 100m vrije slag (v) | 46e       | serie 1: 8ste in 1.05,71 |